# Kullen (halvö)

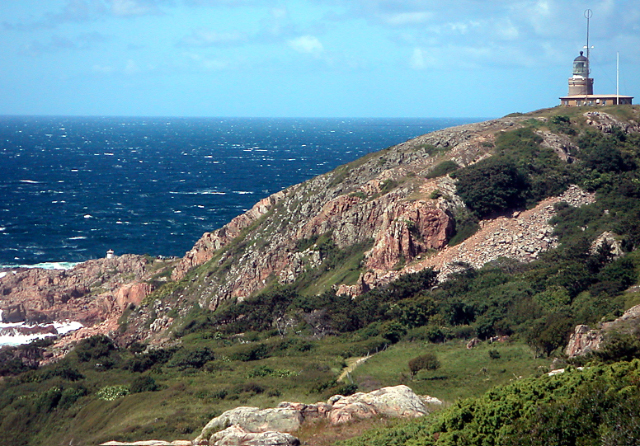
Kullens fyr på Kullaberg, längst ut på halvön.

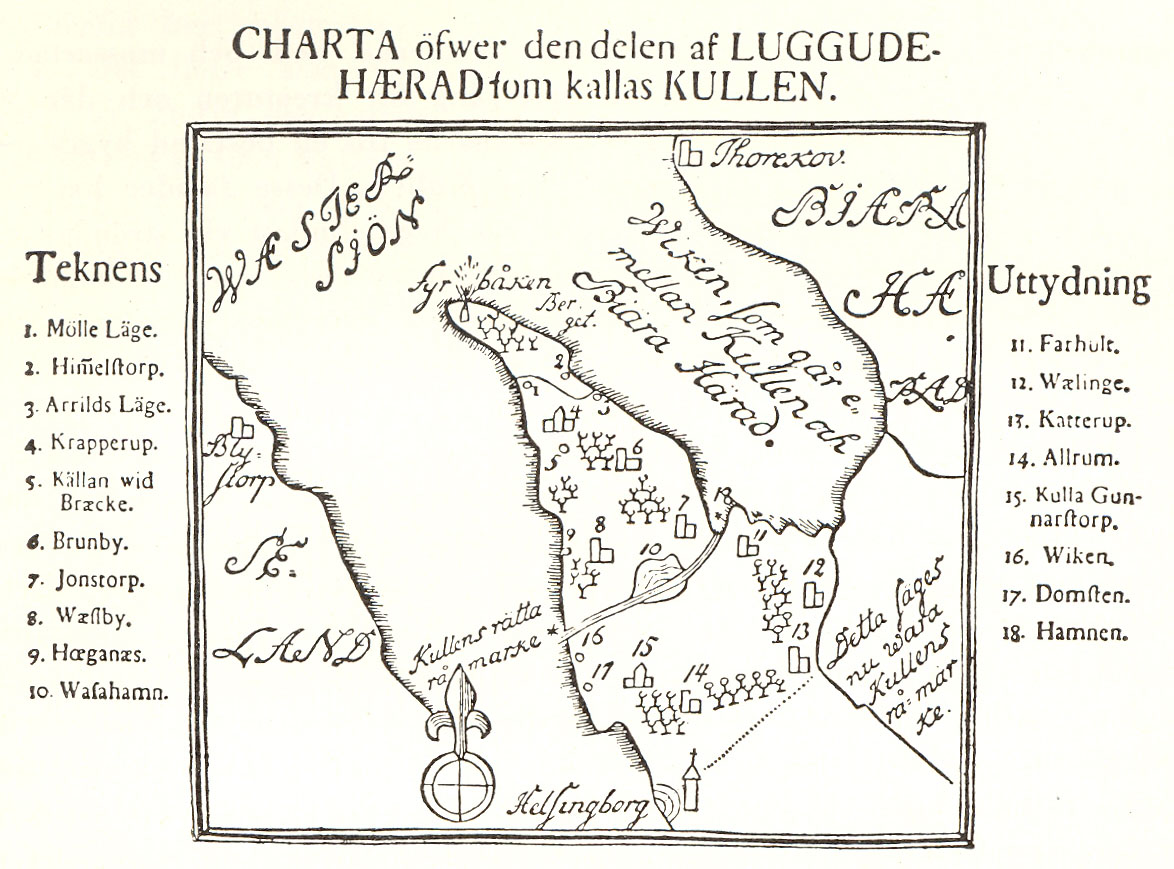
Sundius-Lagerbrings karta över Kullen från 1754.

Kullen (uttalas [ˈkɵlːɛn] med accent 1, singular bestämd form av dialektordet kull) eller Kullahalvön är en halvö i nordvästra Skåne. Den ligger i Höganäs kommun samt, beroende på definitionen, till en mindre del i Helsingborgs kommun. Halvön ligger mellan Öresund och Skälderviken. Kullens spets utgör, tillsammans med Gilbjerg hoved på Själland, den nordliga avgränsningen av Öresund.
I nordväst ligger Kullaberg, en urbergshorst med brant stupande klippor mot Skälderviken. Längst ut på udden ligger Kullens fyr. Kullaberg är idag ett naturreservat. 
Kulturgeografiskt används det geografiskt starkt överlappande begreppet Kullabygden.
Områdets huvudnäringar genom åren har varit fiske och jordbruk. Mölle och Kullagården var centra för den tidiga badturismen. Centralort på Kullen är Höganäs. De havsnära orterna, till exempel Nyhamnsläge, Mölle och Arild är alltjämt attraktiva orter för turister, liksom naturreservatet Kullaberg.

## Geologi
Efter senaste istiden var Kullen en ö, som skildes från fastlandet av ett sund. Sundet täckte det nuvarande fastlandet från Lerberget och Viken vid Öresund, till Halsahamn och Tunneberga vid Skälderviken. Av sundet återstår Görslövsån och låglandet vid Ornakärr, som fortfarande på 1700-talet kallades för Wasahamn.

## Kullens avgränsning
Kullens avgränsning mot sydost har varit föremål för diskussion åtminstone sedan 1700-talet.
Enligt Simon Petrus Sundius, som under Sven Lagerbrings handledning skrev en avhandling om Kullen 1754, gick den rätta gränsen – "Kullens rätta råmärke" – från Halsahamn vid Skälderviken till Görslövsån mellan fiskelägena Lerberget och Viken vid Öresund. Denna avgränsning är korrekt ur ett geologiskt-historiskt perspektiv, eftersom den motsvarar ön efter istiden (se ovan).
Landskapsforskaren Mårten Sjöbeck har emellertid visat, att det bygdehistoriska begreppet Kullen, i meningen Kullabygden,  har en vidare innebörd. Som indicium på detta anför han de gamla betesallmänningarna, fäladerna, som sträckte ut sig på bygden även sydost om Görslövsån. Nordväst om Görslövsån låg Brunnby, Väsby och Jonstorps socknar. Sydost om ån låg Farhults, Välinge, Kattarps, Allerums  och Fleninge socknar. Alla dessa socknar hade rätt att använda Kulla fälad, och tillhörde därmed med enligt gammal rätt Kullen, resonerade Sjöbeck..
Till de (enligt Sjöbeck) åtta Kullasocknarna kan idag även läggas Vikens socken, som blev egen socken först på 1760-talet, och Höganäs, som blev egen församling år 1919. En omfattande historik över Kullahalvöns socknar finns i andra delen av Höganäs kommuns officiella bokverk Höganäs historia.

## Vingårdar

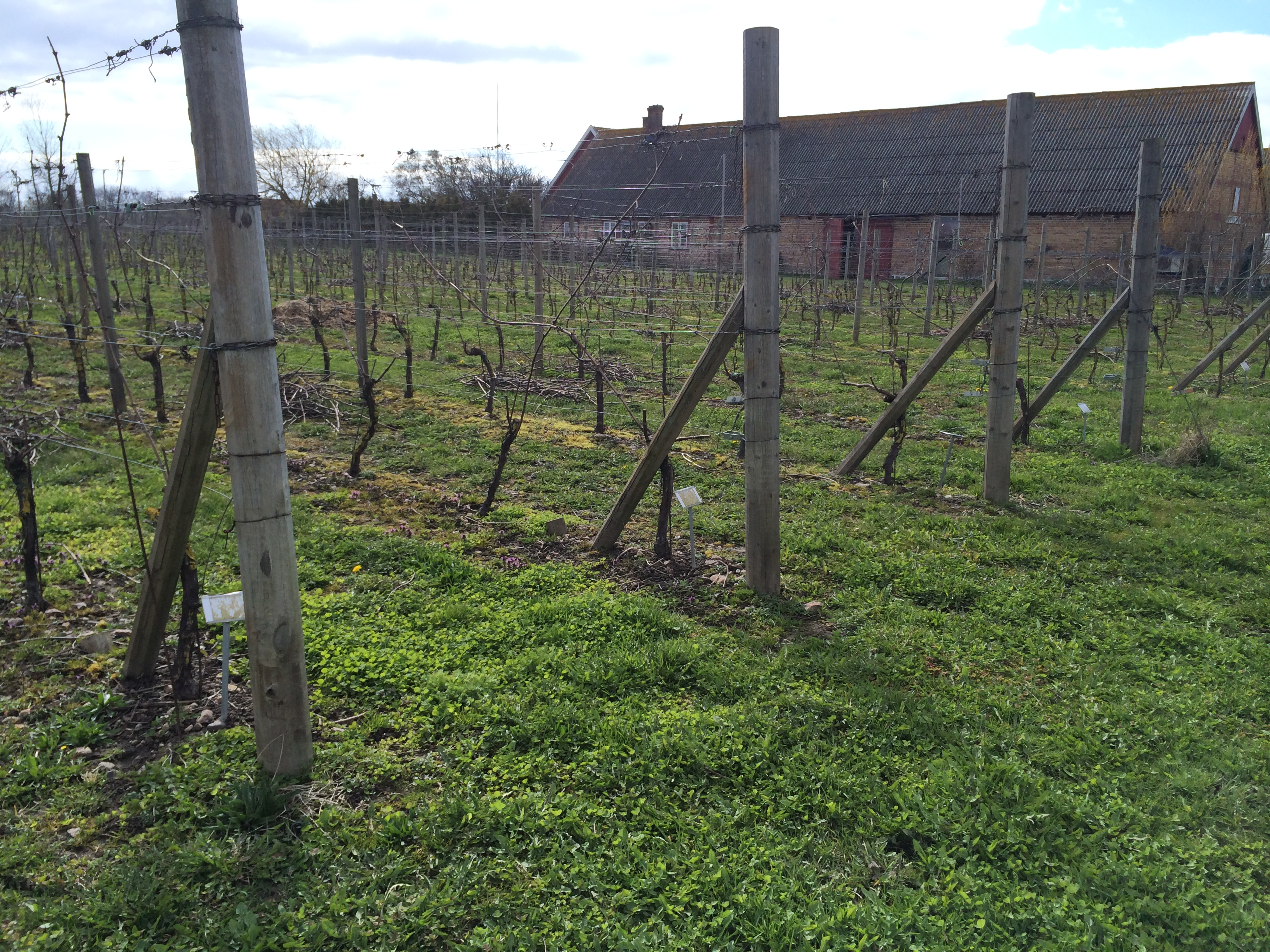
Vinterbeskurna vinstockar på Kullen.

Till följd av det för nordiska förhållanden milda klimatet och terroiren har på Kullen etablerats tre kommersiella vingårdar. Dessa är bland andra Kullabergs vingård, Arilds vingård och Vingården Villa Mathilda som alla bedriver vinodling i kommersiell skala. Ett flertal produkter finns tillgängliga i Systembolagets lokalsortiment och i beställningssortimentet.